# Kyle Farmer
Pour les articles homonymes, voir Farmer.
James Kyle Farmer (né le 17 août 1990 à Atlanta, Géorgie, États-Unis) est un receveur des Reds de Cincinnati de la Ligue majeure de baseball.

## Carrière
Joueur d'arrêt-court des Bulldogs de l'université de Géorgie, Kyle Farmer est choisi à deux reprises au Repêchage de la Ligue majeure de baseball : d'abord sélectionné par les Yankees de New York au 35e tour de sélection en 2012, il demeure à l'université une année de plus, et signe ensuite son premier contrat professionnel avec les Dodgers de Los Angeles, qui le réclament au 8e tour en 2013. Dans les ligues mineures, il apprend la position de receveur.
Farmer joue dans le match des étoiles du futur en 2015 à Cincinnati,.
Kyle Farmer fait ses débuts dans le baseball majeur le 30 juillet 2017 avec les Dodgers de Los Angeles. Il joue les héros à ce premier match, frappant en fin de 11e manche aux dépens du lanceur Albert Suárez son premier coup sûr dans les majeures, qui donne aux Dodgers une victoire de 3-2 sur les Giants de San Francisco.

## Cinéma
Kyle Farmer apparaît dans le film sportif The Blind Side, sorti en 2009. Durant une scène d'entraînement de joueurs de football américain, Farmer joue le rôle du quart-arrière dans les scènes d'action. En raison des règles de la NCAA (il s'était engagé à l'université de Géorgie) qui encadrent les joueurs amateurs, son visage ne peut être montré à l'écran et un acteur est utilisé lorsque le joueur de football qu'il incarne n'est pas en action.